# Crinum bakeri
Crinum bakeri là một loài thực vật có hoa trong họ Amaryllidaceae. Loài này được K.Schum. mô tả khoa học đầu tiên năm 1888.